# Качахакаберд
Качахакаберд (азерб. Qaxaç qalası, вірм. Կաչաղակաբերդ (Сорочя фортеця)) — гірська фортеця, що розташована біля села Колатак Мартакертського району Нагірно-Карабаської Республіки.

## Історія
Качагакаберд — це Сгнах (головна фортеця) Хаченського князівства XVIII століття. Сгнах — означає що фортеця була головною в князівстві. Також сгнах був місцем, де збиралися війська, навчальний військовий центр князівства. Сгнахі зіграли велику роль у визвольному русі XVIII ст. під керівництвом Давид-Бека.
Також існував Великий Сгнах, яким керував Католікос Агванка Єсаї Гасан-Джалалян і Аван Юзбаши. В деякі часи в сгнахах було дислоковано до 50 000 воїнів.

## Архітектура
Фортеця розташована на висоті понад 1700 метрів, оточена прямовисними скелями близько 50-60 метрів заввишки, має один важкодоступний вхід з південного боку. За всю свою історію фортеця ніколи не бралася штурмом. Збереглися частини стін і укріплень.
Територія фортеці займає цілком велику площу, хоча здається невеликою. На її території збереглося багато приміщень, видовбаних в скелях потайних ходів, спеціальних «бійниць» для метання каменів у ворога. Унікальним способом була вирішена проблема з водою. У центрі фортеці збереглися два резервуари, вириті в скелі що наповнюються дощовими та талими водами. Прісну воду, доставляли з джерела біля підніжжя гори.

## Галерея

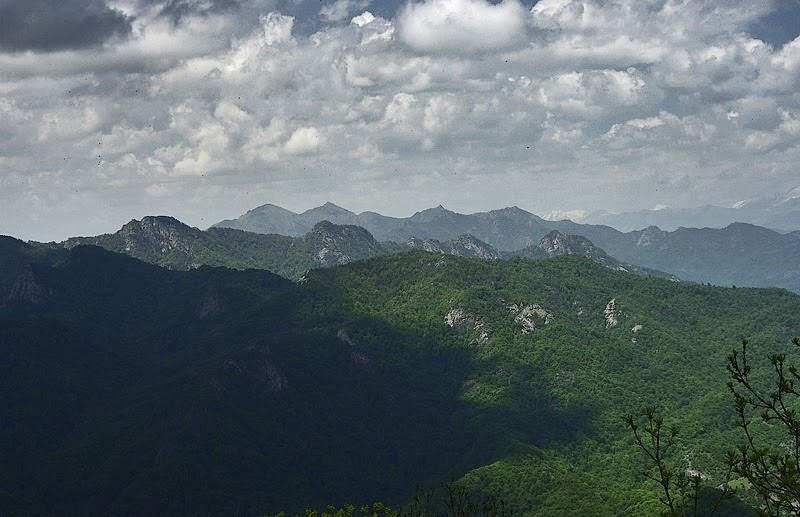
Вигляд з фортеці
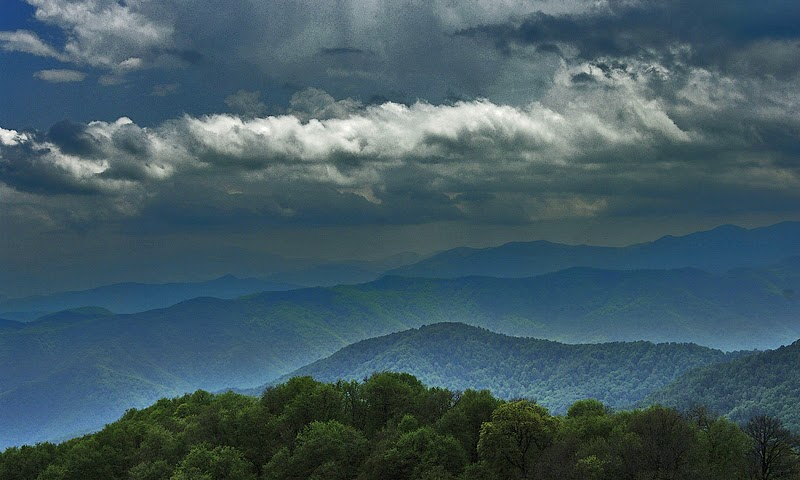
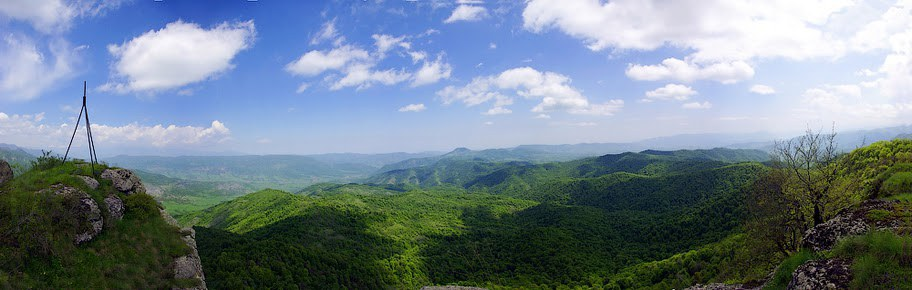
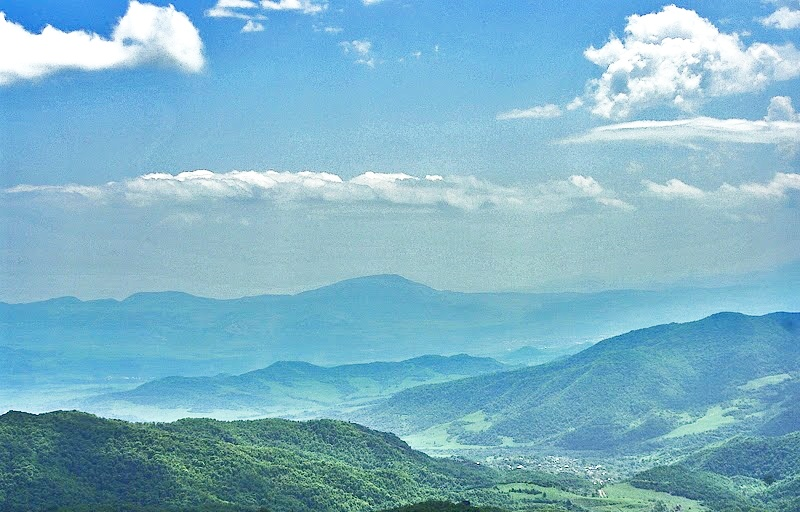
Вигляд з фортеці на село Колатак
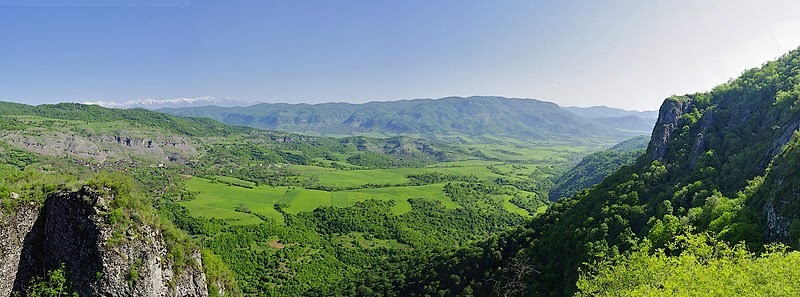
Вигляд на Колатак
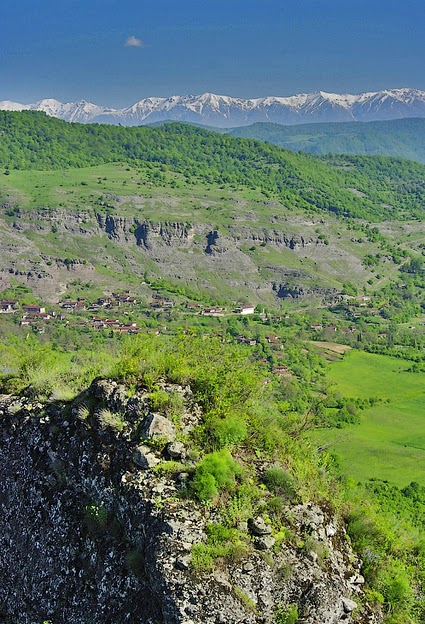
Вигляд на Колатак
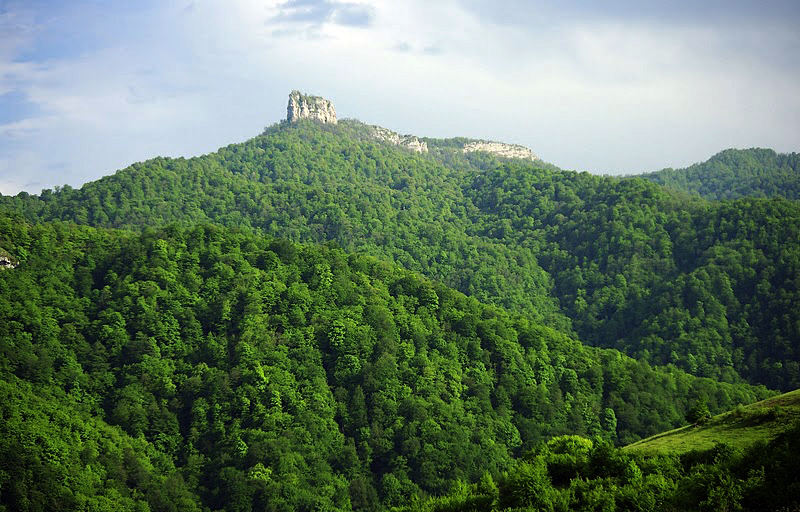
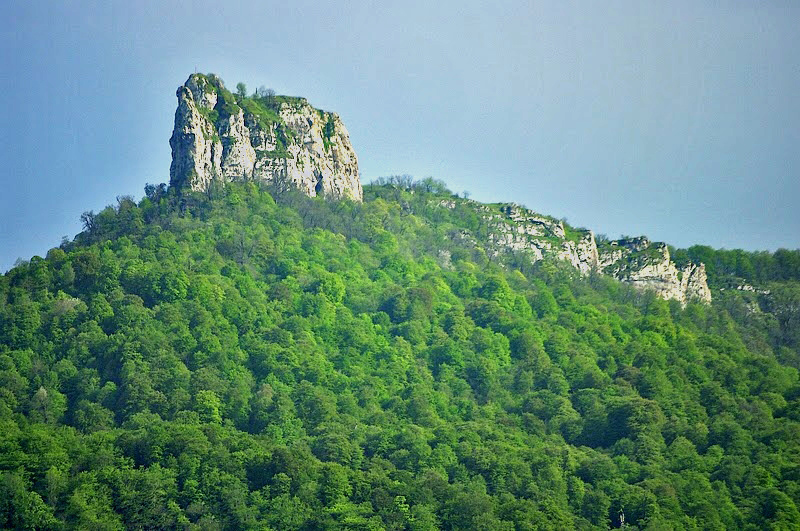
Фортеця